# Tipula usitata
Tipula usitata är en tvåvingeart. Tipula usitata ingår i släktet Tipula och familjen storharkrankar.

## Underarter
Arten delas in i följande underarter:
- T. u. aurantionota
- T. u. usitata